# Rufina e Seconda
Le sante Rufina e Seconda (... – Roma, 257) sono venerate come sante, vergini e martiri dalla Chiesa cattolica.

## Agiografia
Secondo la tradizione agiografica, Rufina e Seconda erano due giovani sorelle cristiane e il padre, il senatore Asterio, le aveva promesse in spose a due loro correligionari, Armentario e Verino.
Questi ultimi, quando l'imperatore Valeriano (253 - 260) diede nuovo impulso alle persecuzioni anticristiane, rinnegarono la loro fede, invitando anche Rufina e Seconda a farlo.
Di fronte al loro rifiuto, le denunciarono alle autorità: le giovani tentarono di fuggire e raggiungere l'Etruria, ma vennero arrestate e condotte dinanzi al prefetto Gaio Giunio Donato il quale, dopo averle sottoposte a vari tormenti per convincerle ad abiurare, le condannò a morte.
Le sorelle vennero condotte in un luogo chiamato Silva Nigra, sulla Via Cornelia, al nono miglio da Roma, dove Rufina venne decapitata, mentre Seconda fu picchiata fino alla morte: in onore del loro martirio e di quello dei santi Marcellino e Pietro, il posto venne ribattezzato Silva Candida; la matrona Plautilla, avvertita in sogno, diede sepoltura ai corpi delle martiri.

## Culto
Papa Giulio I (337 - 352), nel IV secolo, fece erigere una basilica che nel V secolo venne elevata a sede episcopale: la diocesi di Selva Candida, o di Santa Rufina, venne unita durante il pontificato di Callisto II (1119 - 1124) a quella suburbicaria di Porto, che assunse il nome di Sede suburbicaria di Porto-Santa Rufina. Della basilica e del piccolo agglomerato urbano che sorse intorno non rimane nulla, se non dei pavimenti a mosaici ora esposti al Museo dell’Alto Medioevo all’Eur.
Nel 1153 il Cardinale Conrado, futuro Papa Anastasio IV, rinvenne sotto l’altare della Basilica restaurata i resti delle due Martiri, che fece trasportare nel battistero lateranense dove fu loro dedicata una cappella.
La loro Memoria liturgica cade il 10 luglio.